# (1231) Auricula
(1231) Auricula és l'asteroide número 1231 situat en el cinturó principal. Va ser descobert per l'astrònom Karl Wilhelm Reinmuth des de l'observatori de Heidelberg, Alemanya, el 10 d'octubre de 1931. La seva designació alternativa és 1931 ET2. Està anomenat per les aurícules, unes plantes de la família de les primulácies.